# Trophy Truck

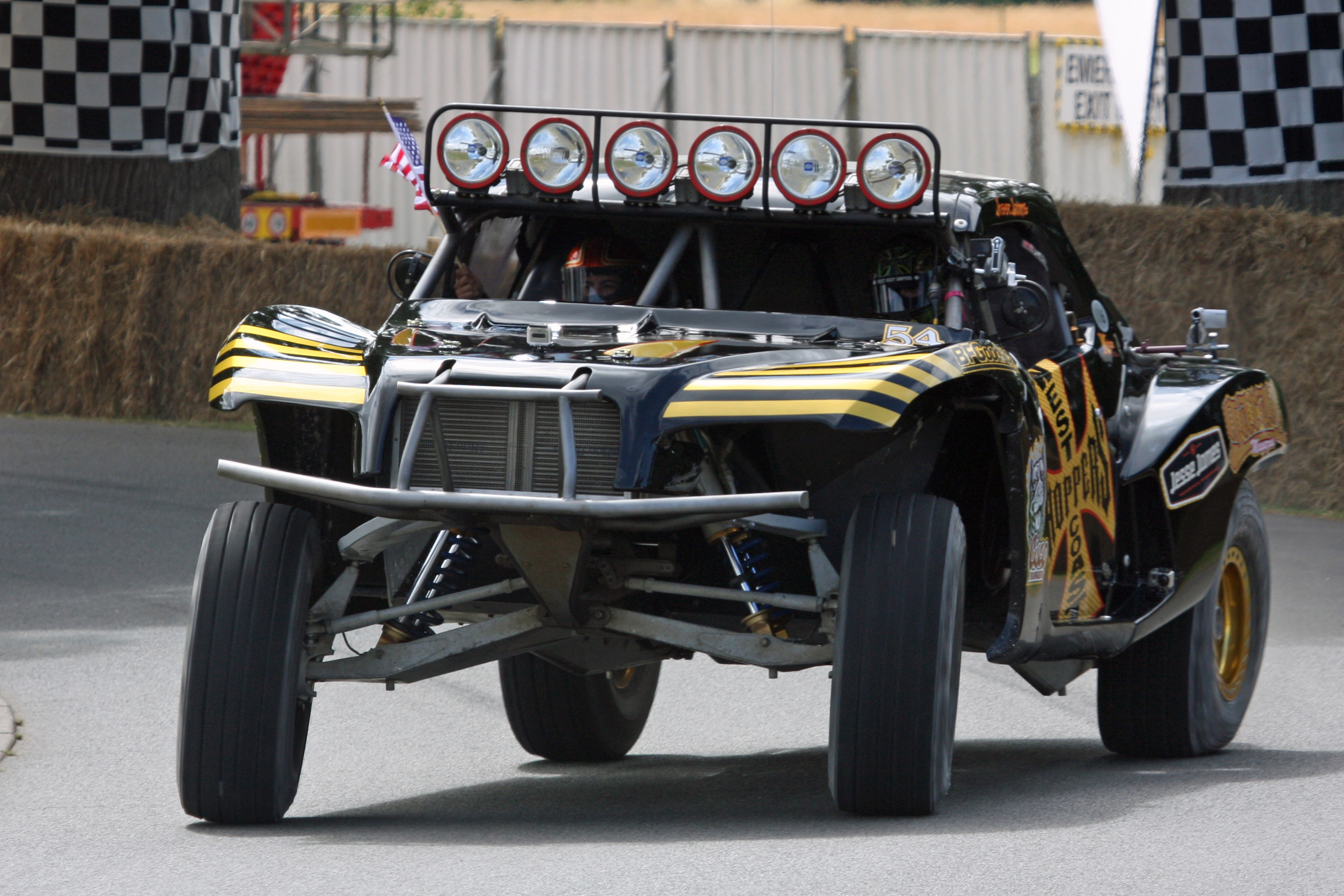
TrophyTruck, Goodwood Festival of Speed 2009

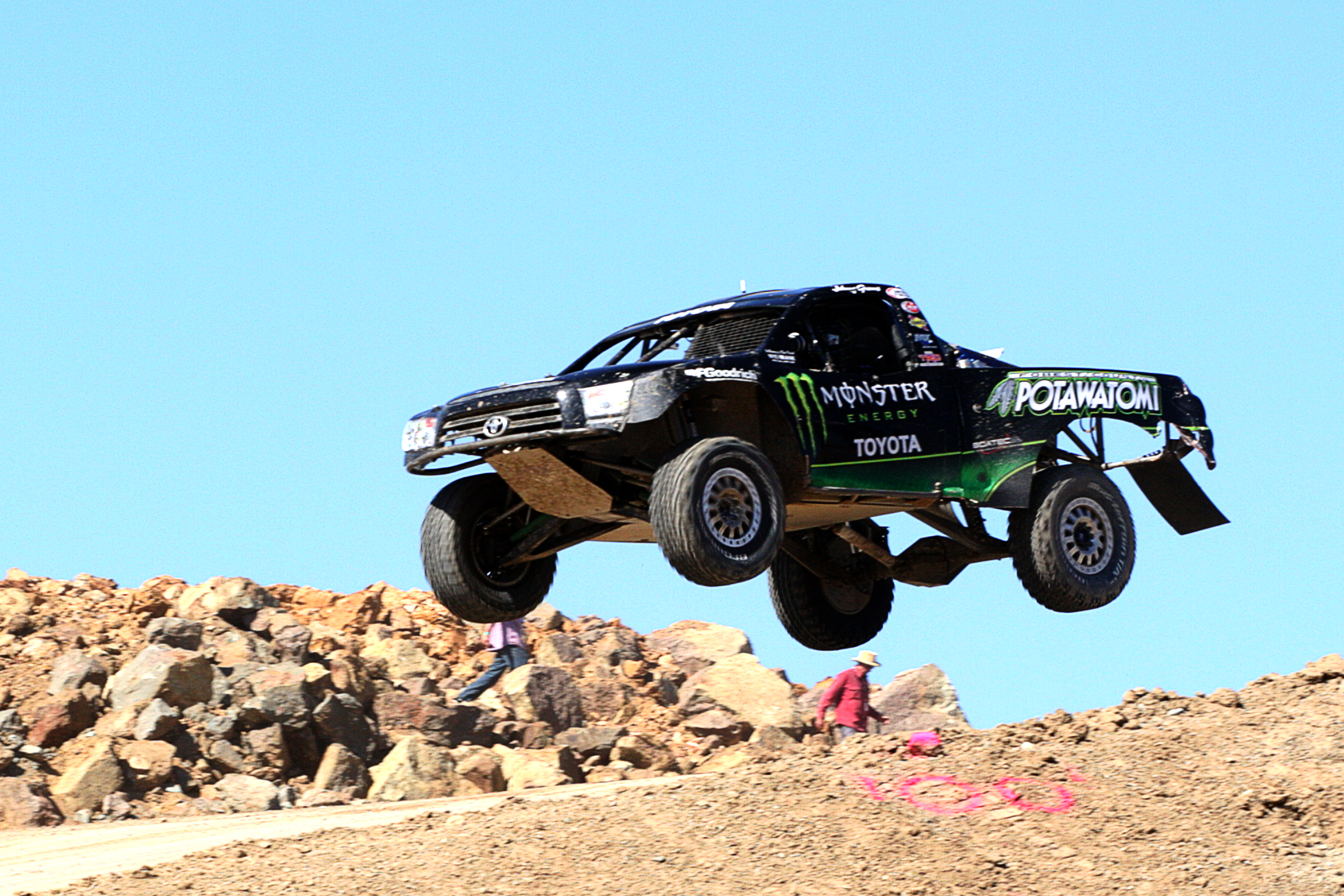
Trophy Truck, Chula Event (Kalifornien), 2007

Ein Trophy Truck, auch Baja-Truck oder Tricktruck, ist ein Geländewagen, der bei Hochgeschwindigkeits-Offroad-Rennen eingesetzt wird.

## Konstruktion
Obwohl jeder Lkw, der die Sicherheitsstandards erfüllt, in der Trophäentransporter-Klasse Rennen fahren kann, verfügen Trophy Truck größtenteils über Aufhängungen mit langem Federweg und Hochleistungsmotoren. Sie sind nur für Wüstenrennen vorgesehen und nicht für Straßenrennen zugelassen. Diese Fahrzeuge werden korrekterweise als Trophy Trucks bezeichnet, wenn sie bei von der SCORE International anerkannten Rennen eingesetzt werden, und als Trick-Trucks, wenn sie bei den von der SCORE International anerkannten Best in the Desert-Rennen eingesetzt werden.
Seit der Einführung der Klasse im Jahr 1994 ist die Entwicklung des Trophäenwagens rasant vorangeschritten. Vor diesem Datum sahen die SCORE-Regeln für die Klasse 8 vor, dass die Teilnehmer einen Produktionsrahmen verwenden mussten. Die Einführung der Trophy-Truck-Klasse brachte neue Freiheiten für die Teilnehmer mit minimalen Regeln betreffend die Konstruktion. Die intensive Entwicklung von Vollrohr-Fahrgestellen und Federwegen führte zu einer bis dahin nicht gekannten Leistung und Geschwindigkeit.